# آفرشن
آفرشن نام دسته‌ای از سروده‌ها یا ستایش‌نامه‌های مانوی است.
این واژه در فارسی میانهٔ مانوی āfurišn به معنای ستایش، پرستش، شکرگذاری و دعا، و معادل آن در زبان پارتی āfrīwan است که با مفهومی غیر اصطلاحی و عمومی نیز به کار می‌رود.